# Dorfkirche Mörsdorf

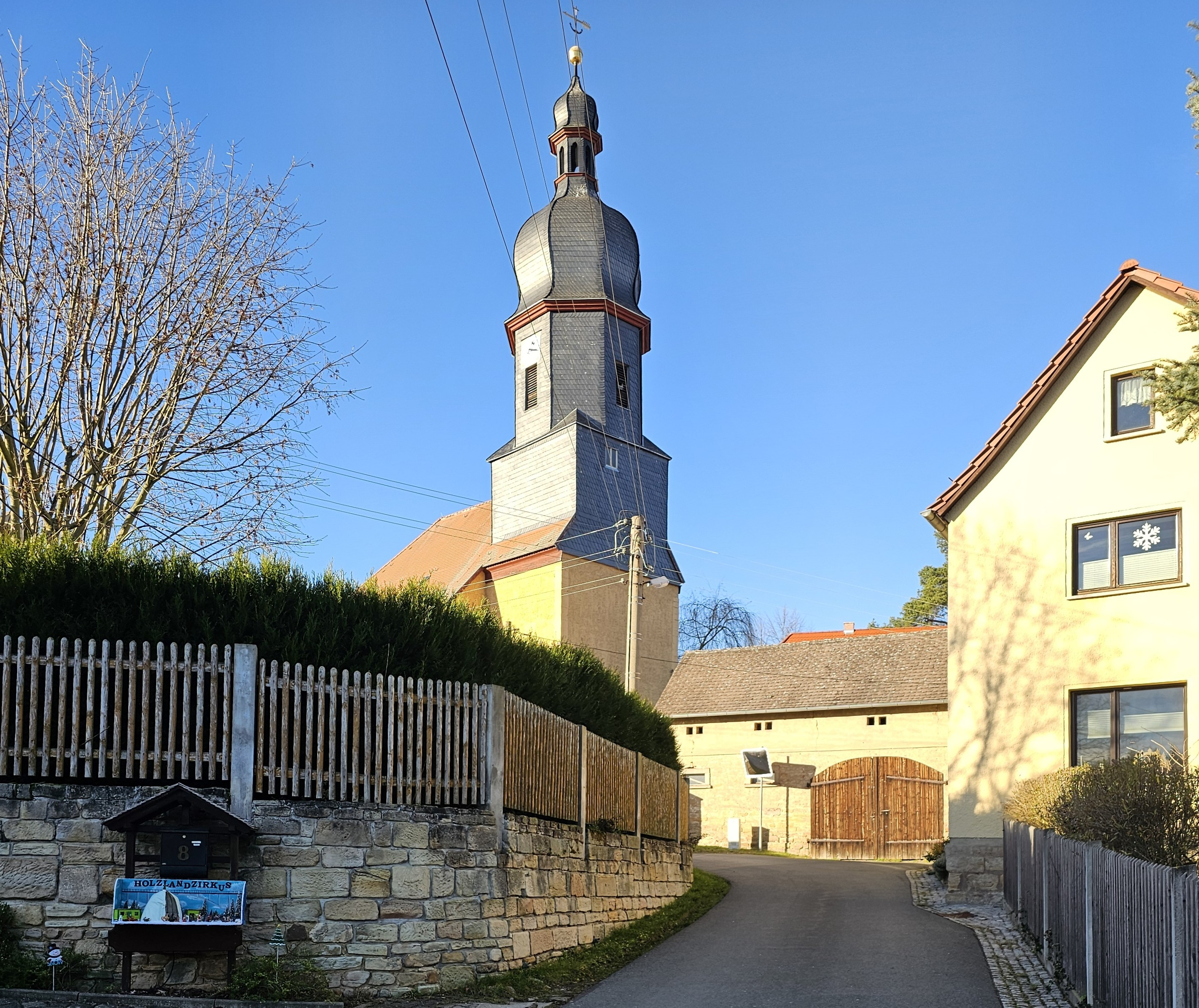
Dorfkirche Mörsdorf

Die Dorfkirche Mörsdorf steht in der Gemeinde Mörsdorf im Saale-Holzland-Kreis in Thüringen. Sie gehört zum Pfarrbereich St. Gangloff im Kirchenkreis Gera der Evangelischen Kirche in Mitteldeutschland.

## Lage
Die Dorfkirche befindet sich zentral im Dorf.

## Geschichte

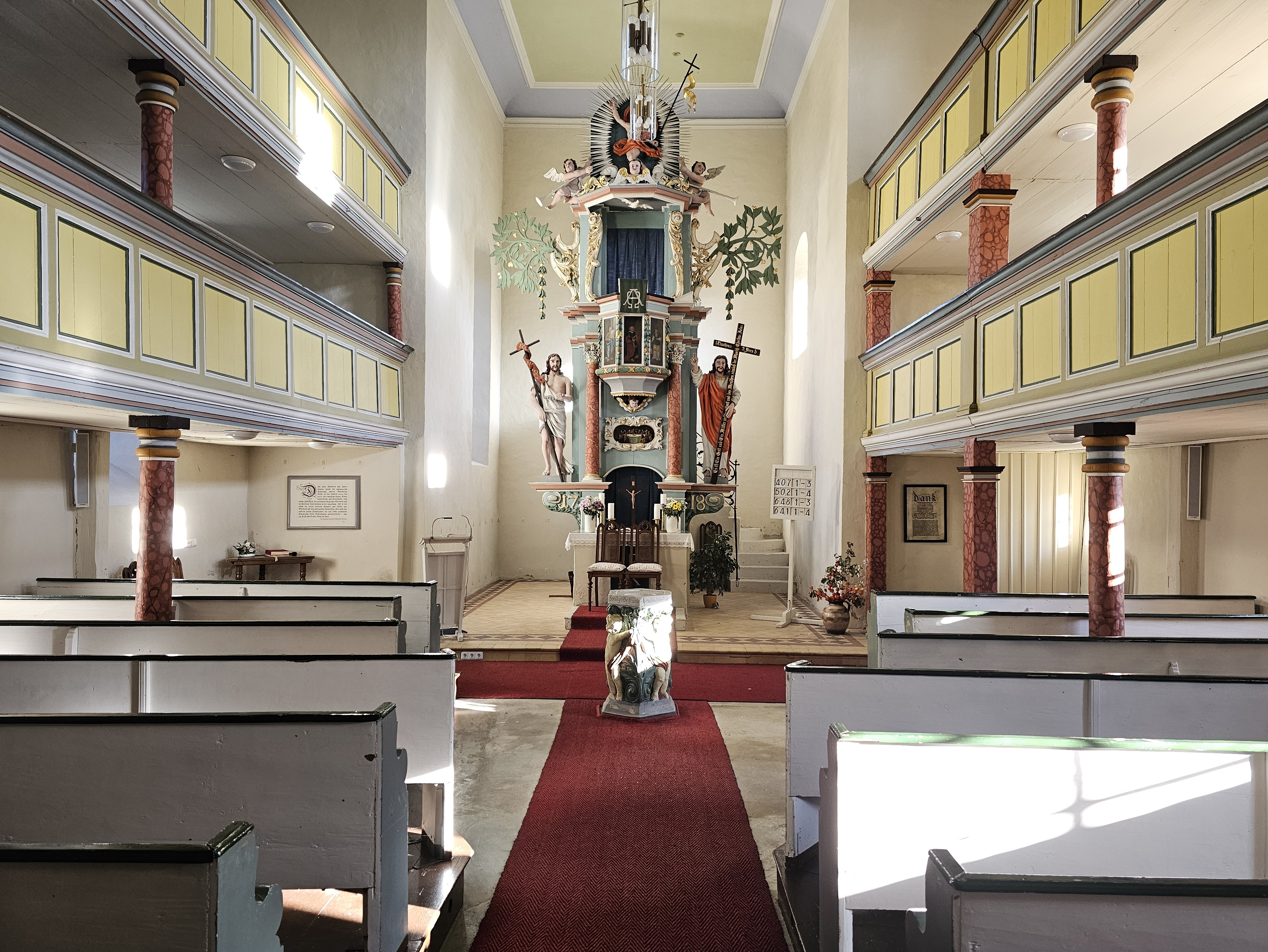
Innenraum

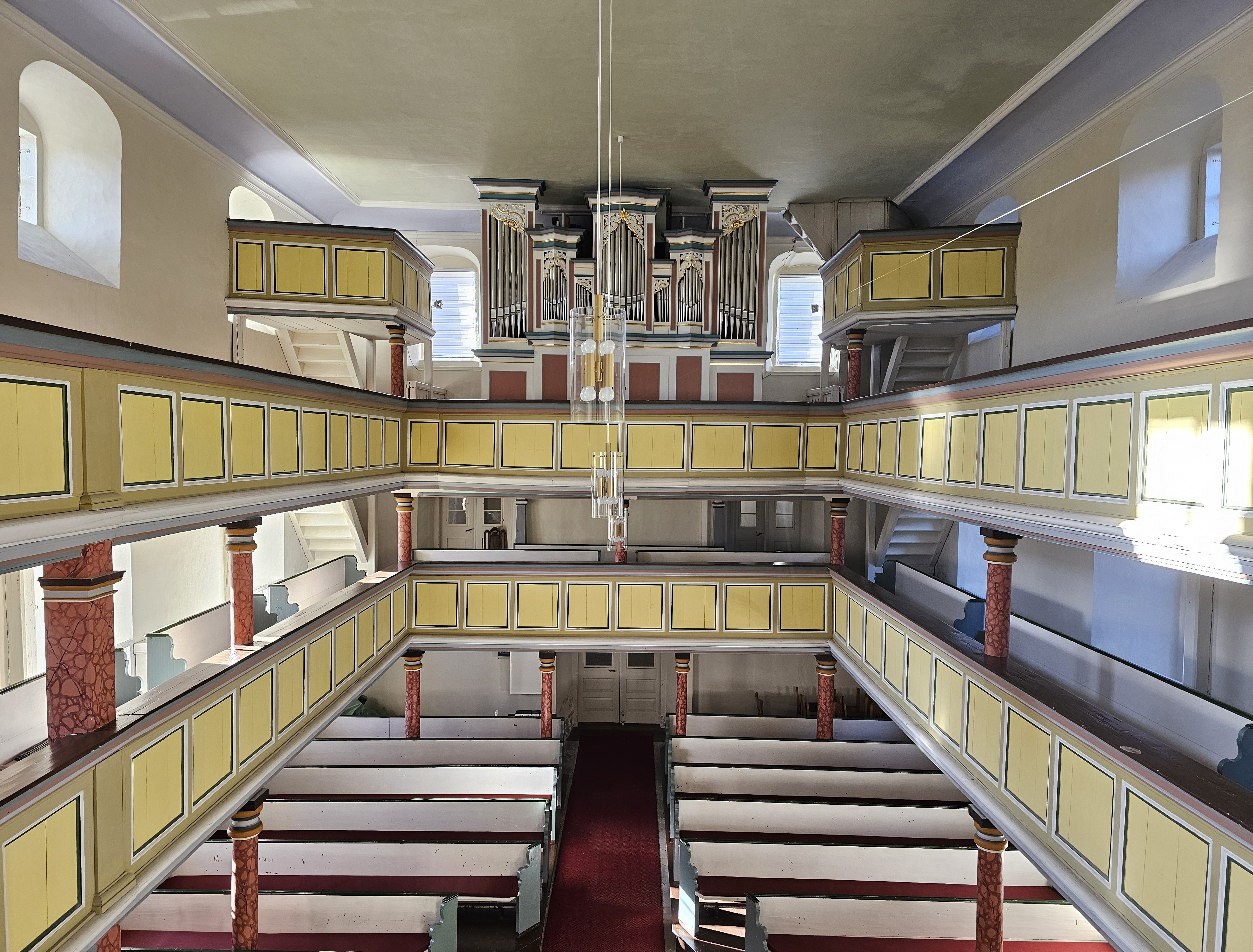
Blick von Kanzel zur Orgel

Die Bauzeit der Vorgängerkirche ist unbekannt. Die einschiffige Kirche wurde 1685 mit rechteckigem Grundriss erbaut. 1717 wurde das Langhaus für eine dritte Empore erhöht sowie der Kirchturm an der Ostseite angebaut. Oberhalb des Langhauses wird der Turm achteckig und schließt mit der Schweifhaube und Laterne ab.

## Das Baumaterial der wüsten Kirche
Das Baumaterial stammt von der wüsten Kirche aus der wüst gegangenen Ortschaft Oylersdorf. Während der Arbeiten fanden die Maurer die Glocke von 1522 des wüsten Dorfes. Sie hängt nun im Kirchturm zu Ruttersdorf.

## Ausstattung
Der Kirchsaal besitzt dreiseitige zweigeschossige Emporen. Die Orgel schuf 1765 Justinus Ehrenfried Gerhard aus Lindig. Im Chor steht ein Kanzelaltar des Eisenberger Bildhauers Johann Schellenberger. Auf den seitlichen Konsolen stellen Schnitzfiguren Jesus Christus und Johannes den Täufer dar. Der von Putten umgebene auferstandene Christus bekrönt den Kanzelaltar. Der Taufstein ist aus einem Sandstein mit der Inschrift „1693“ gehauen worden.
Die gefundene Glocke von 1522 wurde später von zwei Glocken unterstützt. Diese wurden im Ersten Weltkrieg und dann der Ersatz im Zweiten Weltkrieg zu Rüstungszwecken eingeschmolzen.